# 1838 en photographie
| Années de la photographie : 1835 - 1836 - 1837 - 1838 - 1839 - 1840 - 1841    |
| Décennies de la photographie : 1800 - 1810 - 1820 - 1830 - 1840 - 1850 - 1860 |

Cet article présente les faits marquants de l'année 1838 en photographie.

## Événements
- Le physicien anglais Charles Wheatstone décrit le principe de la perception du relief grâce à la vision binoculaire ou stéréoscopie ; il met au point des couples stéréoscopiques de photographies stéréoscopiques et invente l'appareil permettant de les observer en relief, le stéréoscope.

## Photographies notables

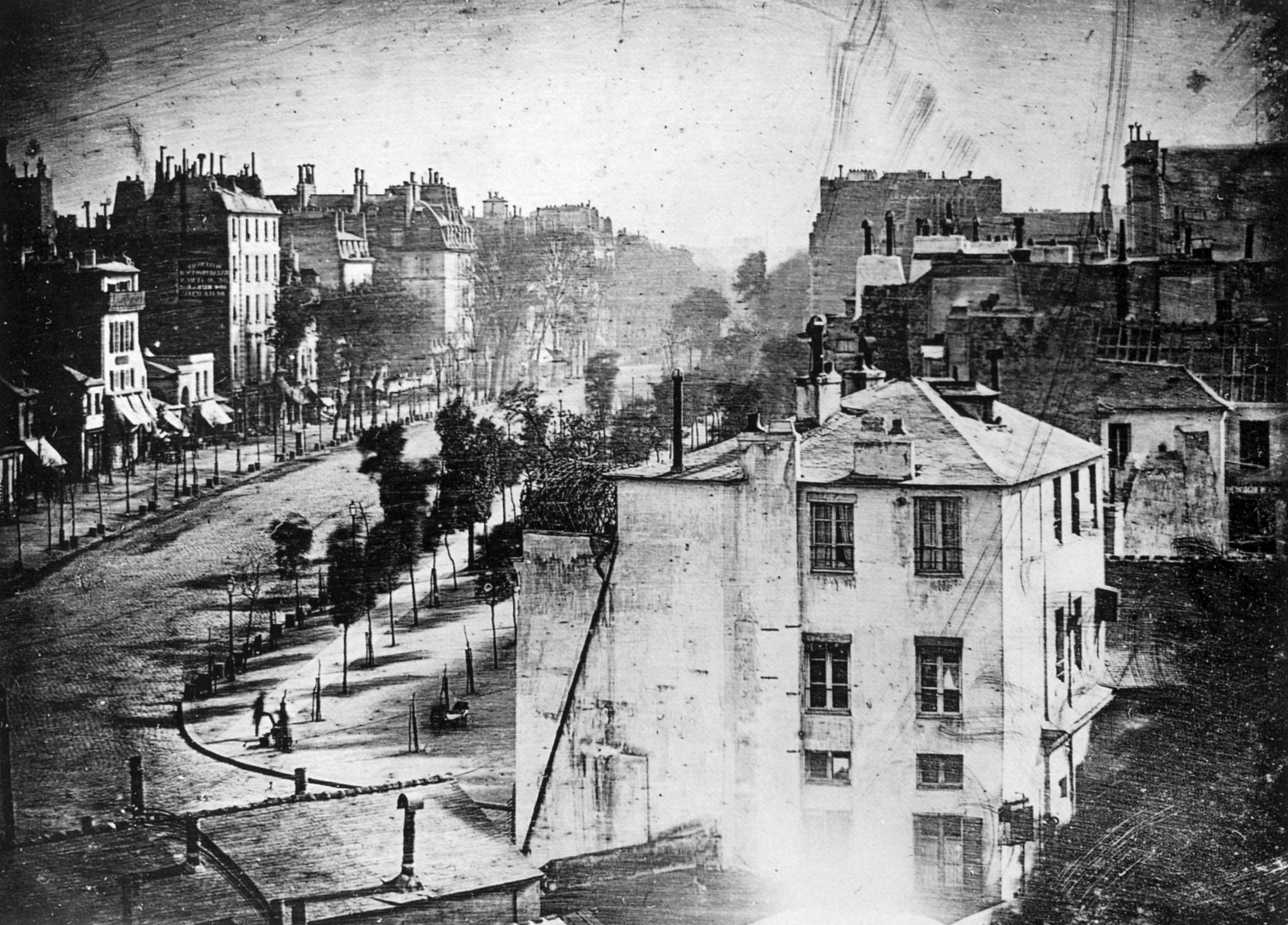
Louis Daguerre, Boulevard du Temple.

- Louis Daguerre, Boulevard du Temple, photographie en daguerréotype prise à Paris, qui serait une des premières représentations d'un être humain sur une photographie[1],[2].

## Naissances
- 9 février : John Benjamin Stone, photographe britannique, mort le 2 juillet 1914.
- 15 mars : Edmond Bénard, photographe et éditeur d'art français, mort le 7 novembre 1907.
- 9 avril : Charles Gallot, photographe français, mort le 12 décembre 1919.
- 14 avril : John Thomas, photographe britannique, mort le 14 octobre 1905.
- 4 mai : Edward Livingston Wilson (en), photographe américain, éditeur de revues de photographie, mort le 23 juin 1903.
- 8 juin : Joseph Villard, photographe et éditeur de cartes postales français, mort le 16 mars 1898.
- 29 juillet : Étienne Berne-Bellecour, peintre et photographe français, mort le 29 juillet 1910.
- 15 octobre : Ueno Hikoma, photographe japonais, mort le 22 mai 1904.
- 26 novembre : Yokoyama Matsusaburō, lithographe et photographe japonais, mort le 15 octobre 1884.
- 30 décembre : Émile Gsell, photographe français, mort le 16 octobre 1879.
- Date précise non renseignée ou inconnue :
  - John Papillon, ingénieur et photographe britannique, mort en 1891.

## Décès
- 27 septembre : Bernard Courtois, salpêtrier et chimiste français connu pour sa découverte de l'iode, qui a eu des conséquences considérables dans le développement de la photographie, né le 8 février 1777.